# Pieter Meindert Schreuder
Pieter Meindert Schreuder (Groningen, 17 oktober 1912 - Anloo, 8 april 1945) was een verzetsleider in bezet Nederland tijdens de Tweede Wereldoorlog.
Schreuder, een voormalig sergeant in het Nederlandse leger en na de mobilisatie eigenaar van een stomerij, sloot zich aan bij het verzet kort na de Duitse bezetting in mei 1940. In het voorjaar van 1943 moesten hij en zijn gezin onderduiken (allemaal apart en op wisselende adressen) omdat hij zich onttrok aan de verplichte melding als krijgsgevangene die gold voor alle onderofficieren die bij de mobilisatie betrokken waren. Vanaf herfst 1944 was hij "chef staf" van de O.D. (verzetsorganisatie van het Nederlandse leger) van de 3 noordelijke provinciën. De O.D. onderhield het contact met de Nederlandse regering in Londen en was betrokken bij spionage, sabotage, overvallen en liquidaties. Verraad binnen de organisatie leidde tot de arrestatie van Schreuder op 7 februari 1945. De dag ervoor was zijn zendgroep in Uithuizermeeden opgerold waarbij enkele verzetsstrijders werden doodgeschoten. Schreuder zat gevangen in het beruchte Scholtenhuis in Groningen, het hoofdkwartier van de Sicherheitsdienst (SD), een tak van de SS. Hij werd veelvuldig gemarteld door Lehnhoff, Schaap en Kaper (beruchte Nederlandse collaborerende politiemannen) en uiteindelijk doodgeschoten op 8 april 1945 in de bossen van Anloo samen met 9 andere verzetsstrijders uit het Scholtenshuis, dit terwijl de geallieerde parachutisten in de omgeving aan het afdalen waren. De lijken werden in het voormalige onderduikershol van Schreuder gedumpt waarop een mislukte poging het geheel in brand te steken volgde. Doordat inwoners van Anloo de onderduikers van voedsel voorzagen en wisten waar het onderduikershol zich bevond, kon dit massagraf al op 12 april geruimd worden. Schreuder liet een vrouw en 2 kleine dochtertjes na.
Dwight Eisenhower (als supreme commander van SHAEF) onderscheidde Schreuder postuum voor "brave conduct while acting under his orders during the liberation of the country". Op 15 december 1983 werd Schreuder postuum onderscheiden met het Verzetsherdenkingskruis, uitgereikt door prins Bernhard van Lippe-Biesterfeld aan zijn weduwe.

## Liquidatie
Er is niet veel bekend over het werk van de noordelijke afdeling van de O.D. en Piet Schreuder (schuilnaam Rengers) in de jaren 44/45 aangezien de meeste betrokkenen de oorlog door verraad niet overleefd hebben. Een interessant inkijkje in het verzetswerk is de opdracht tot liquidatie van 'Bob van het Zeemanshuis'.
'Bob van het Zeemanshuis' Anton Schrader, was een door de Amerikanen gestuurde spion. De O.D. en ook het B.I. (bureau inlichtingen) in Eindhoven kwamen terecht of onterecht tot de conclusie dat 'Bob' een provocateur was en moest worden 'opgeruimd'. Schreuder gaf daartoe een opdracht via het later teruggevonden briefje van 30 januari 1945:
"Persoon vermeld in uw schrijven kan worden opgeruimd. Wapen gaat hierbij. Laat Wieringa dit uitvoeren. Zo nodig PC Ulrum inlichten en te hulp roepen. Wapens en papieren van Bob moeten worden buitgemaakt (vermoedelijk is hij iemand die vroeger voor de British Intelligence werkte). Het wapen dat hierbij gaat gaarne terug. Chef Staf NBS2 Rengers" Anton Schrader werd door de SD gearresteerd voordat men de kans had hem te liquideren.

## Verraad en Tjaako Zijlema
Pieter Schreuder werd op 7 februari 1945 opgepakt na een golf van eerdere arrestaties en verraad. De SD, direct onder leiding van commandant Robert Lehnhoff zelf, arresteerde Schreuder in Hoogkerk op zijn onderduikadres. Zijn onderdakgever Cornelis Antoons werd ter plekke doodgeschoten in het zicht van zijn vrouw die hoogzwanger was van haar eerste kindje en daarna een miskraam had. Ze was een belangrijke getuige in het proces van Lehnhoff maar heeft zich niet van het gebeurde kunnen herstellen. Verzetsman Ate Eilander had na zijn eigen arrestatie de SD naar Pieter Schreuder geleid, waarna Eilander zelf miraculeus ontsnapte en de oorlog overleefde. Een golf van arrestaties volgde. De leiding van de O.D. verdacht verbindingsman Tjaako Zijlema van het verraad, Zijlema kende alle mensen, was op kritieke momenten aanwezig en ontliep zelf de arrestaties. Zijlema gaf Pieter Schreuder de schuld, deze zou geheime papieren in de handen van de Duitsers hebben laten vallen. Het verhaal van Zijlema werd niet geloofd en gewestelijk commandant van Til communiceerde binnen de groep op 11 maart dat Zijlema 'fout' was en dat hij onmiddellijk neergeschoten moest worden bij signalering. Niet lang daarna volgde de bevrijding. Na de oorlog bleek dat Zijlema nauw had samengewerkt met de verrader Engelbertus Brune, die voor de SD werkte. Zijlema had zelfs een vrijstellingsbriefje van de SD, voor het geval dat hij gearresteerd zou worden. Brune werd veroordeeld maar het onderzoek werd nooit op Zijlema gericht. Het is onduidelijk of hij echt de verrader binnen de O.D. is geweest.
Robert Lehnhoff en de Nederlandse politieagenten Abraham Kaper en Peter Schaap (voorheen al berucht als jodenjagers in Amsterdam en in eind '44 naar Groningen gevlucht) kregen in 1949 in Groningen de doodstraf en werden daar begraven.